# Ludwig Martin Rade

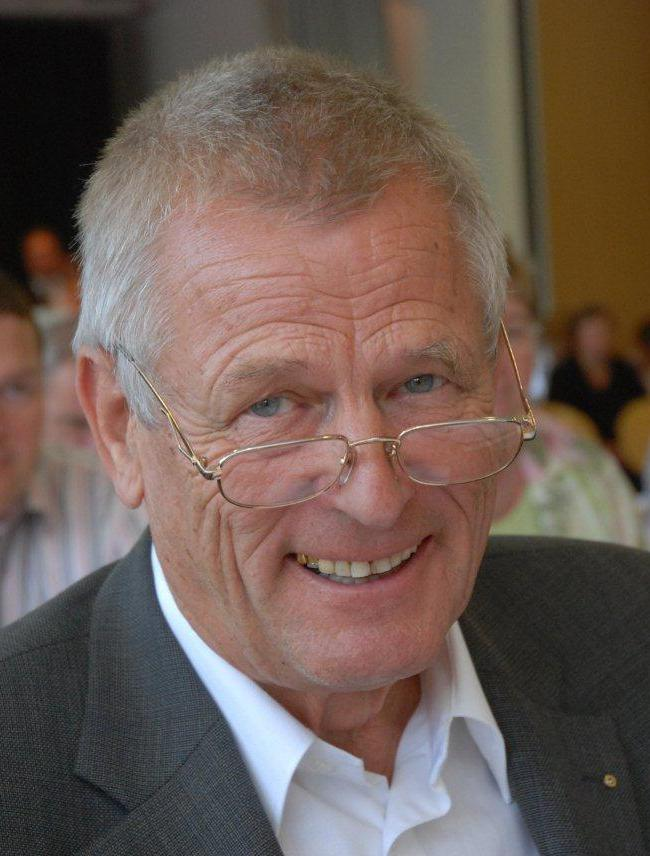
Ludwig Martin Rade

Ludwig Martin Rade (* 16. August 1939 in Dresden) ist ein deutscher Ingenieur sowie Politiker (FDP, bis 1990 LDPD) und ehemaliges Mitglied des Sächsischen Landtages.

## Leben
Sein Vater, Martin Rade, war Betriebsingenieur der Siemens-Elektrowärme-Gesellschaft und nach dem Krieg Werkleiter des VEB Elektrowärme Sörnewitz (EWS). Die Mutter, Marie Luise geborene Ranze, war Schneiderin. Ludwig Martin Rade besuchte die Grund- und Oberschule in Meißen und absolvierte dort auch sein Abitur. Zum Studium ging Rade an die Hochschule für Maschinenbau Karl-Marx-Stadt. Später studierte er Elektrotechnik an der TH beziehungsweise TU Dresden mit dem Abschluss als Diplomingenieur der Fakultät Elektrotechnik im Jahr 1964. Zwischen 1964 und 1989 folgten Arbeiten auf dem Gebiet der Automatisierungstechnik in der Feuerfest-Keramik und der Metallurgie. Von 1990 bis 1991 war er Amtsleiter im Landratsamt Meißen für das Recht- und Ordnungsamt. Von 1995 bis 2001 war Ludwig Martin Rade ständiger Vertreter des Amtsleiters im Sächsischen Straßenbauamt Meißen.
Rade ist evangelisch, verheiratet und hat zwei Kinder. Mit dem Theologen und liberalen Politiker Paul Martin Rade ist er weitläufig verwandt.

## Politik
Rade trat 1969 in die DDR-Blockpartei LDPD ein. Zwischen 1970 und 1974 war er Kreisvorstandsmitglied der Meißner LDPD sowie von 1974 bis 1989 stellvertretender Kreisvorsitzender. Ludwig Martin Rade war dann 1989/1990 ein Jahr als Kreissekretär hauptamtlich bei der LDPD und ab Februar 1990 bis Oktober 1994 stellvertretender Landesvorsitzender der FDP. Rade war außerdem von 1991 bis 1995 Mitglied des Bundesvorstandes der FDP.
Im Oktober 1990 wurde Rade über die Landesliste der FDP Sachsen in den Sächsischen Landtag gewählt, dem er für eine Wahlperiode bis 1994 angehörte. Dort war er Mitglied im Sonderausschuss zur Untersuchung von Amts- und Machtmissbrauch infolge der SED-Herrschaft und Sprecher (Vorsitzender) des Bewertungsausschusses zur Überprüfung der Abgeordneten des Sächsischen Landtages und der Staatsregierung auf eine mögliche Zusammenarbeit mit dem ehemaligen Ministerium für Staatssicherheit der DDR. Weiterhin war er Mitglied des Innenausschusses, im Untersuchungsausschuss Arbeitsfähigkeit des Sächsischen Landtages und im Bau- und Verkehrsausschuss.
In den Jahren 1993 und 1994 war Rade Vorsitzender der FDP-Landtagsfraktion. Im Jahr 1991 gründete er die Wilhelm-Külz-Stiftung, deren Verwaltungsratsvorsitzender er bis 2010 war.
Zudem war Rade Mitglied der 10. Bundesversammlung zur Wahl des siebten deutschen Bundespräsidenten am 23. Mai 1994.
Ludwig Martin Rade wurde im Rahmen seiner Tätigkeit als stellvertretender Fraktionsvorsitzender im Sächsischen Landtag 1993 mit drei weiteren Liberaldemokraten als „Blockflöte“ tituliert. Infolgedessen prägte er den Ausdruck: „Lieber eine Blockflöte als eine Arschgeige“.

## Ehrenamt
Von 1991 bis 1993 war Rade Mitglied im Aufsichtsrat der Sächsischen Winzergenossenschaft Meißen e. V.
Außerdem war er 1990/1991 und von 2004 bis 2009 im Stadtrat Meißen und von 1995 bis 2004 sowie von 2008 bis 2014 Fraktionsvorsitzender der FDP-Fraktion im Kreistag Meißen. 
Von 1997 bis 2002 war Ludwig Martin Rade Mitglied des Beirates beim Bundesbeauftragten für die Unterlagen des Staatssicherheitsdienstes der ehemaligen DDR.
Von 2002 bis 2004 war Ludwig Martin Rade Aufsichtsratsmitglied der Elblandkliniken Meißen-Radebeul.
Von 2007 bis 2014 war Rade Mitglied des Verwaltungsrates der Sparkasse Meißen.

## Ehrungen
- Am 1. Mai 1980 erhielt Rade den Orden „Banner der Arbeit Stufe III“ im Kollektiv für die Entwicklung des ZIM Industrieroboters (Zentraler Ingenieurbetrieb der Metallurgie der DDR).
- Am 1. Mai 1984 erhielt er den Orden „Banner der Arbeit Stufe III“ im Kollektiv für die Entwicklung von Gasimpulsbrenneranlagen für Tunnelöfen der Feuerfestindustrie.
- Am 15. Mai 2010 wurde ihm von Landtagspräsident Matthias Rößler für seinen Einsatz bei dem Neuaufbau der parlamentarischen Demokratie in Sachsen die Sächsische Verfassungsmedaille verliehen.[8][9]
- Am 9. April 2016 erhielt er von der Wilhelm-Külz-Stiftung die "Wilhelm-Külz-Ehrenmedaille" für besondere Verdienste um den Sächsischen Liberalismus.[10]
- Am 16. Januar 2018 erhielt er den Ehrenamtspreis der Stadt Meißen für seine Verdienste und sein Engagement um die Bürgergesellschaft[11][12]